# تگرنهایم
تگرنهایم (به آلمانی: Tegernheim) یک شهر در آلمان است که در بایرن واقع شده‌است.

## خصوصیات
تگرنهایم ۱۱٫۴۳ کیلومترمربع مساحت دارد ۳۳۲ متر بالاتر از سطح دریا واقع شده‌است.